# 우경 (농업)

2005년 인도에서의 우경.

우경(牛耕)은 소를 이용하여 농사를 짓는 일이다.

## 유래
우경이 언제 시작되었는지 정확히 알 수는 없으나, 중국 전국시대의 문헌에 나타나 있다. 철제농기구와 함께 우경이 도입되면서 농업 생산력이 크게 향상되었다. 한반도의 경우 기록상으로는 신라가 502년에 우경을 도입했다는 『삼국사기(三國史記)』의 기사가 가장 빠르다. 하지만 옛 고구려 지역에서 3~4세기경에 사용된 V자형 관 및 삼각형 철제 보습이 발견되고 있어 삼국 중 가장 먼저 우경이 시행되고 있었음을 알 수 있다. 위 기사는 신라에서 우경이 처음 시작되었다는 것보다는 전국에 우경을 본격적으로 보급한 내용을 기록한 것으로 보인다. 실제로 6세기 신라 변경지역 유적들에서 철제 보습이 발견되고 있어 이 시점에 우경이 확대 시행되었음을 알 수 있다.

## 같이 보기
- 쟁기